# Protiplenilska prilagoditev
Protiplenilske prilagoditve so evolucijske prilagoditve, ki pripomorejo pri obrambi organizma proti plenilcem (predatorjem). Tovrstne prilagoditve lahko razdelimo na več načinov, kot npr. na vedenjske in nevedenjske ter glede na taksone.
Sam proces plenjenja lahko razčlenimo na štiri faze: zaznava, napad, zajetje in zaužitje (konzumacija), ki vključuje uboj in zaužitje plena. Pri vsaki fazi plenjenja prilagoditve povečajo možnosti preživetja plenjenega organizma. Po drugi strani se tudi plenilski organizmi prilagodijo na nove tipe obrambe itd.; ta krog selekcije in odzivanja na medsebojne spremembe imenujemo koevolucija, pri čemer je medsebojno delovanje konfliktno in ga opisujemo z izrazom »oboroževalna tekma«.
Veliko plenilskih organizmov postane v odnosu z določenimi drugimi organizmi plen, pri čemer za obrambo uporabljajo metode, s katerimi sicer ubijajo svoj plen. Primer tega je električna jegulja, ki izrablja električni organ tako za ubijanje plena kot tudi za obrambo pred njenimi plenilci (anakonde, kajmani, jaguarji idr.).

## Prilagoditve živali

### Izogibanje zaznavi
Plenilec mora pri zaznavi potencialnega plena najprej prepoznati organizem kot plen. Sposobnost izogibanja zaznavi pri plenu (ali plenilcu) se imenuje kripsisa.
Najpogostejša metoda tovrstnega izogibanja je kamuflaža in vključuje posnemanje barve ter vzorcev okolja. Živali dosežejo to s pomočjo zunanjih pigmentacijskih vzorcev (glej članek kromatofora) in tihega mirovanja na primerni podlagi, kot npr. egipčanska podhujka (Caprimulgus aegyptius). Večina morskih organizmov ima do neke mere sposobnost protisenčenja (zgornji, hrbtni del je temnejši, spodnji, trebušni pa je svetlejši) za zmanjšanje njihove vidljivosti tako nad njihovim prostorom nahajanja kot tudi pod njim. Nekateri organizmi, kot je mimična hobotnica (Thaumoctopus mimicus) lahko aktivno prerazporedijo svoj pigment in posnemajo druge živali, drugi pa ponujajo rastlinam razne strukture na svojem telesu za njihovo rast, kar praktično zakrije gostitelja. Napredna oblika kamuflaže je sposobnost živali, da se zamaskirajo v neužitne objekte; primer tega pajek vrste Celaenia excavata, ki posnema ptičje iztrebke.
Nekatere živali so razvile disruptivno obarvanje, pri katerem namesto zakritja svojega telesa zakrijejo svojo obliko telesa, s čimer zmedejo plenilca in mu otežijo prepoznavo posameznega plena. Nazoren primer tega so zebre, ki posamično v savani zelo izstopajo, vendar pa v večji skupini zaradi svojih vzorcev v obliki črt tvorijo sliko enega organizma.
Polimorfizem, tj. obstoj različnih vidnih oblik pri eni vrsti, je strategija, s pomočjo katere določene vrste zmanjšajo nevarnost plenilcev. Slednji namreč izbirajo plen preko t. i. apostatske selekcije, tj. pri polimorfni vrsti izbirajo najobičajnejšo oz. tipično obliko vrsto. Raziskave so potrdile, da so pri isti gostoti organizmov bile polimorfne vrste deležne manj plenjenja kot pa vrste z eno obliko.
Živali spreminjajo čas, v katerem so budne, s čimer se vsaj delno izognejo nekaterim plenilcem. V splošne so živali bodisi dnevne (diurnalne) bodisi nočne (nokturnalne), lahko pa so tudi krepuskularne, tj. so aktivne v času somraka, glede na razpoložljivost hrane in prisotnost plenilcev. Visoko mobilne živali, kot so morske ptice, migrirajo na samotne otoke v času, ko so najbolj ranljivi, tj. v času gnezdenja.

### Izogibanje napadu
V primeru, da je plen opažen, poskuša sporočiti plenilcu, da je neužiten. Nekatere živali so razvile aposematske znake, predvsem v obliki svetlih opozorilnih barv, kar nakazuje na njihovo toksičnost. Vzorci barv v obliki izmenjujoče rdeče ali rumene in črne barve so značilni za mnoge strupene živali, kar je posledica konvergentne evolucije. Batesianska mimikrija je posnemanje (imitacija) tovrstnih vzorcev pri nenevarnih organizmih, pri čemer imajo oboji skupnega plenilca; primer tega so muhe trepetavke (Syrphidae), ki posnemajo rumeno-črni vzorec os.
Nekatere živali, še posebej gazele, za izražanje svoje »neprofitnosti« poskakujejo na mestu. Posebno oblikovane pege v obliki oči na nekaterih živalih, kot je nočni metulj vrste Automeris io, delujejo zastrašujoče na plenilce.

### Izogibanje zajetju
Mnoge živali imajo visoko razvita čutila, še posebej vid, voh in sluh, s pomočjo katerih lahko opazijo nevarnost in pravočasno pobegnejo, še preden dosežejo plenilci kritično razdaljo. Plenjen organizem torej redno opazuje oz. nadzoruje neposredno okolico, še posebej na odprtem območju (npr. pašniki in prerije), kar je eden od standardnih obrambnih mehanizmov. Drevesne živali prav tako opazujejo tako kopensko območje kot tudi nebo. Manjše živali se zadržujejo v bližini svojih skrivališč. Sposobnost letenja (predvsem ptice, pa tudi druge živali, kot je leteča veverica) ima izjemen pomen pri pobegu pred plenilci.
Živali, ki so pogosto tarča plenilcev, so razvile med drugim sistem zaščite v obliki črede. Rezultat tega (še posebej pri velikih skupinah) je, da pride do t. i. plenilske satiacije, kjer visoka gostota populacije plenjenih organizmov zmanjša možnost zajetja posameznega osebka. Tovrstni sistem prinaša tudi druge koristi. Namreč, pri večji skupini je možnost, da bo plenilec opažen oz. zaznan, veliko večja, poleg tega pa posamezni pripadniki opozorijo druge pripadnike črede, ki se hitro razkropi in tako zelo oteži plenjenje. Pri gnezditveni sezoni se vsi mladiči oz. potomci navadno izvalijo ali preidejo v naslednjo stopnjo razvoja isti čas, kar prav tako poveča možnost preživetja. Primer tega so žuželke, kot so škržati rodu Magicicada ter enodnevnice, pri katerih več milijonov osebkov preide iz stadija bube v odraslo fazo.
Mnogo živali je razvilo agresivnejše načine obrambe, kot so rogovi, kremplji in zobje. Poleg tega lahko nekateri injicirajo toksin v plenilca, dihurji in krešiči pa lahko poškropijo napadalca s škodljivimi kemikalijami. Nadlegovanje oz. mobing plenilca je značilno za ptice pri obrambi mladičev v socialnih kolonijah. Poseben način tega se je razvil pri vzhodnih medonosnih čebelah (Apis cerana), ki napadalne sršene obkrožijo in začnejo vibrirati s svojimi krili, s čimer zvišajo temperaturo okoli os do smrtonosnih vrednosti; s tem čebele preprečijo povratek »izvidnikov« v njihovo kolonijo in s tem vsesplošno invazijo na čebeljo kolonijo.

### Izogibanje zaužitju
V primeru zajetja mora plenjen organizem preprečit plenilcu, da ga ubije in zaužije. Mehanski načini obrambe, kot so oklep in bodice, preprečujejo ali vsa otežijo dostop do mehkejših užitnih delov. Zavajujoči prikazi so namenjeni preusmeritve pozornosti stran od pomembnih (vitalnih) delov ali območij, kot sta glava in gnezdo. Prikazi so lahko vizualni, kot so pege na krilih metuljev v obliki oči, vedenjski, kot je pretvarjanje samic ptičev, da so poškodovane, ali kemični, kot črnilo, ki ga izločajo lignji in hobotnice.
Nekatere živali (npr. diprotodonti podreda Phalangeriformes) popolnoma obmirujejo oz. se pretvarjajo, da so mrtvi, poleg tega pa preko posebnih žlez spuščajo vonjave, ki so podobne tistim pri napredujočemu razkrajanju telesa. Kot absolutno zadnjo mejo obrambe so razvile mnoge žuželke, katerih meso ima izjemno grenek okus, zaradi česar se pogosto plenilec hitro neha prehranjevati; v primeru, da so bili poškodovani manj pomembni deli, kot je ena od nog ali kril, žuželka preživi dogodek.
Obstajajo tudi bolj drastični ukrepi pri obrambi. Eden takšnih je avtotomija, pojav, pri katerem žival odvrže nebistveni del telesa (npr. noga in rep). Veliko plazilcev v skrajnem primeru odvrže rep, členonožci pa eno ali celo več nog. Morske kumare sprožijo v primeru neposredne nevarnosti naglo evisceracijo proti plenilcu, tj. izvrženje prebavil ali njihovih delov, ki vsebujejo toksine in/ali bioadhezive. Severnoameriški bodičasti kuščarji pri nevarnosti povečajo pritisk v sinusnih votlih, dokler krvne žile ne popokajo in sprostijo, posledica tega pa je, da poškropi napadalca s krvjo, ki vsebuje toksine. To sposobnost izliva krvi (oz. hemolimfe) iz svojega telesa, imenovano avtohemoragija, imajo tudi nekateri hrošči, kožekrilci in kobilice. Najskrajnejši način obrambe, ki je prisoten pri nekaterih mravljah (najbolj znana je vrsta Camponotus saundersi) in termitih, je avtotiza, tj. samouničenje ali žrtvovanje samega sebe za namen obrambe pred plenilci oz. napadalci. Pri uničenju telesa se na vse strani razprši toksična oz. korozivna vsebina z ali brez bioadheziva, kar ubije ali onemogoči napadalca.

## Prilagoditve rastlin
Veliko rastlin je med evolucijo razvilo fizične (mehanske) in kemične načine obrambe pre rastlinojedi. Primeri običajne fizične obrambe so bodice in trni. Mnogo rastlin proizvaja sekundarne presnovke, znane kot alelokemikalije, ki vplivajo na vedenje, rast ali preživetje rastlinojeda. Primer kemične obrambe so dlačice na listih velike koprive, ki vsebujejo kemikalije, ki ob stiku dražijo kožo mnogih sesalcev, vključno z ljudmi. Med obrambne sisteme štejemo tudi izogibanje rastlin v prostorskem in časovnem smislu, npr. rast na težko dostopnih in vidnih območjih ter sprememba sezone rasti. Obstajajo še drugi načini obrambe, kot je pospešeno obnavljanje (regeneracija) tkiv.